# Нью-Гласгоу
Нью-Гласгоу (англ. New Glasgow) — город в графстве Пикту, в провинции Новая Шотландия, Канада. Нью-Гласгоу расположен на берегу реки Ист-Ривер Пикту, впадающей в гавань Пикту Нортумберлендского пролива. По данным 2021 года, в городе проживал 9471 человек. Нью-Гласгоу находится в центре четвёртого по величине городского района провинции. Население переписной агломерации Нью-Гласгоу в 2016 году достигло 34 487 человек. Агломерация Нью-Гласгоу включает в себя меньшие соседние города Стеллартон, Уэствилл и Трентон, а также прилегающие сельские районы округа.

## История
Шотландские иммигранты, в том числе прибывшие на корабле «Гектор» в 1773 году в Канаду, заселили район Ист-Ривер Пикту в конце XVIII — начале XIX веков. Дьякон Томас Фрейзер поселился здесь первым, также став организатором судоходства по реке Ист-Ривер Пикту в 1784 году. Поселение в 1809 году было официально названо Нью-Гласгоу («Новым Глазго») в честь шотландского города Глазго. В том же году здесь был построен первый торговый пост.
Открытие крупных угольных месторождений в долине реки Ист-Ривер в начале XIX века привело к тому, что Нью-Гласгоу, к тому времени крупный речной порт, быстро превратился ещё в производственное и портовое поселение. В 1829 году в городке был построен конный трамвай с использованием рельсов стандартной колеи от поселения Албион-Майнс (ныне Стеллартон) до пристани недалеко от Нью-Гласгоу. Это было первое использование рельсов стандартной колеи на канадской территории. 19 сентября 1839 года была открыта железная дорога «Albion Railway» от шахт Албион до Нью-Гласгоу, по которой вагоны с углем перевозились паровозами, такими как «Самсон», вдоль западного берега Ист-Ривер Пикту. Это была вторая железная дорога с паровым двигателем на территории будущей Канады и первая, в которой использовались железные рельсы. Железная дорога была продлена на север до причала для погрузки угля в Данбарс-Пойнт близ Нью-Гласгоу 14 мая 1840 года.
В 1840 году Джордж Маккензи основал первую в городе судостроительную компанию, которая в конечном итоге построила 34 судна; сотни кораблей позже будут построены вдоль Ист-Ривер в Нью-Гласгоу.
В июне 1867 года железная дорога Новой Шотландии открыла свою «Восточную линию» от Труро через Нью-Гласгоу до конечной остановки на пассажирском и грузовом причале в Пикту-Лендинг. В 1882 году было открыто «восточное продолжение» Межколониальной железной дороги от Нью-Гласгоу до Малгрейва в проливе Кансо, в результате чего Нью-Гласгоу оказался на магистрали между островом Кейп-Бретон и североамериканской железнодорожной сетью.
Экономическое развитие в Нью-Гласгоу было обусловлено сталелитейной промышленностью в соседнем Трентоне (место первого производства стали в Канаде), судостроением и судоходством в Пикту и Пикту-Лендинге, а также добычей угля в Стеллартоне и Вествилле.
После Первой мировой войны известному нью-йоркскому скульптору Дж. Мэсси Райнду было поручено создать кенотаф солдата-горца Новой Шотландии. В 1946 году Нью-Гласгоу стал местом рассмотрения дела о гражданских правах, когда Виола Десмонд бросила вызов расовой сегрегации театра Роузленд в Нью-Гласгоу. Нью-Гласгоу стал центром обслуживания округа в конце XX-го века, поскольку строительство торговых центров, розничной торговли и жилых домов было стимулировано строительством шоссе 104.

## География
Нью-Гласгоу расположен на северном берегу Новой Шотландии, в 165 км к северо-востоку от Галифакса, в 110 км к западу от Дамбы Кансо до Кейп-Бретон и в 20 км к югу от парома острова Принца Эдуарда в Карибу. До города можно добраться с нескольких съездов с Трансканадского шоссе (шоссе 104). Нью-Гласгоу находится в Атлантическом часовом поясе, на четыре часа отстает от UTC. Нью-Гласгоу разделен Ист-Ривер (север-юг), приливным устьем со смешанной, солёно-пресной, водой. Трехполосный автотранспортный мост на Джордж-стрит в черте города, служит главным въездом в даунтаун Нью-Гласгоу на восточной стороне реки. Ближайшие мосты за городом — это Трентонский коннектор на севере, Трансканадское шоссе на юге и Бридж-авеню (Стеллартон) также на юге.

## Климат
Для Нью-Гласгоу характерен влажный континентальный климат (по классификации Кёппена) с дождливой и снежной холодной зимой и теплым влажным летом. Самая высокая температура в Нью-Гласгоу достигала 36,0 °C 10 августа 2001 года. Самая низкая температура в городе падала до −39,4 °C 2 февраля 1961 года.
| Показатель                                     | Янв. | Фев.  | Март | Апр. | Май  | Июнь | Июль | Авг. | Сен.  | Окт.  | Нояб. | Дек. | Год   |
| ---------------------------------------------- | ---- | ----- | ---- | ---- | ---- | ---- | ---- | ---- | ----- | ----- | ----- | ---- | ----- |
| Средний суточный максимум, °C                  | −1,5 | −1,1  | 2,9  | 8,6  | 15,6 | 20,9 | 24,8 | 24,5 | 20,0  | 13,7  | 7,4   | 1,5  | 11,4  |
| Средний суточный минимум, °C                   | −11  | −10,7 | −6,2 | −0,3 | 4,7  | 9,7  | 13,8 | 13,6 | 9,6   | 4,7   | 0,0   | −6,5 | 1,8   |
| Норма осадков, мм                              | 40,2 | 31,6  | 50,4 | 74,3 | 82,7 | 89,7 | 76,6 | 81,4 | 117,6 | 128,1 | 117,5 | 63,2 | 953,3 |
| Источник: Министерство окружающей среды Канады |      |       |      |      |      |      |      |      |       |       |       |      |       |

## Демография
По данным переписи населения 2021 года, проведённой статистической службы Канады, город насчитывал 9471 человек, проживающих в 4445 частных домах. Городское население увеличилось на 4,4 %, по сравнению с 2016 годом, когда в Нью-Гласгоу было 9075 человек. Плотность населения в 2021 году составила 950,9 человек на км². 97,66 % жителей Нью-Гласгоу, по данным от 2006 года, были англоговорящими.

## Экономика

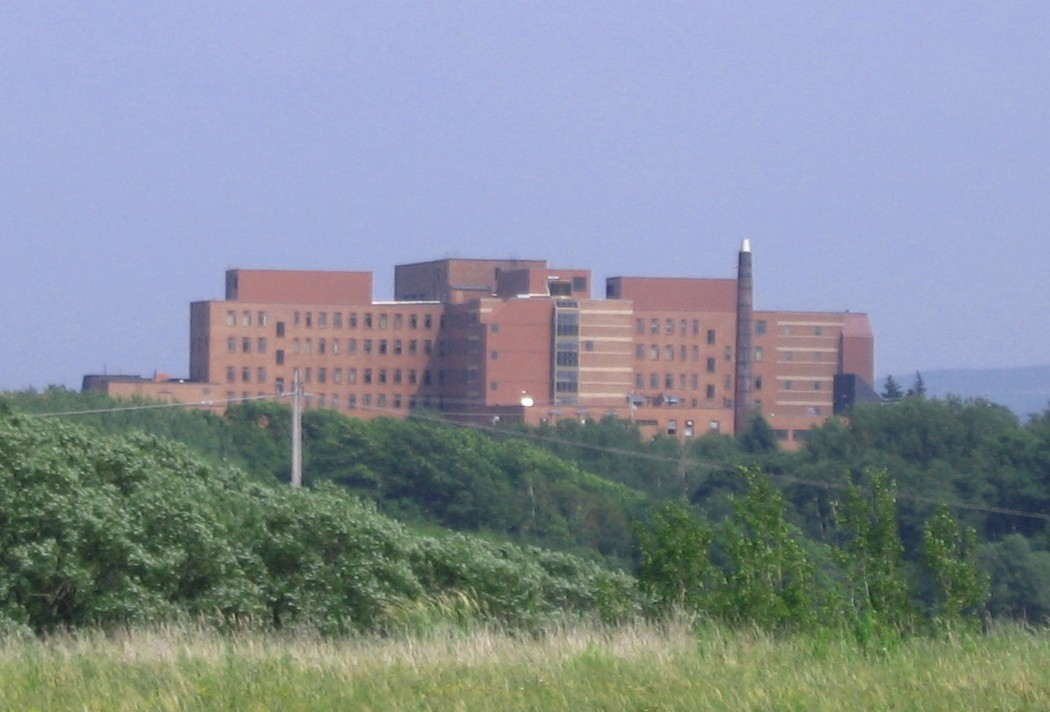

Основные работодатели в этом районе включают Региональную больницу Абердина, шинный завод Michelin в соседнем Грантоне и штаб-квартиру Sobeys, национальной сети продуктовых магазинов, в соседнем Стеллартоне. Однако в Нью-Гласгоу и округе Пикту закрылись многие крупные работодатели, в том числе Convergys (~ 200 рабочих мест) , целлюлозный завод Northern Pulp Nova Scotia в соседнем Аберкромби (~ 300 рабочих мест). В историческом центре города Нью-Гласгоу находятся несколько магазинов и сервисных центров. В том числе рестораны, пабы, кабаре, магазины одежды, сувенирные магазины, мебельные универмаги, пристань для яхт на берегу реки, правительственные учреждения и банки. Среди проектов развития локации есть: пешеходный мост, который соединит пристань на берегу реки с тропой Самсона на западной стороне; обновление исторической ратуши; отремонтированная и, возможно, расширенная библиотека; а также благоустройство общественных мест.
Нью-Гласгоу — коммерческий хаб северо-востока Новой Шотландии. Здесь работают сетевые магазины включая Sobeys (три единицы), Atlantic Superstore, Shoppers Drug Mart, Sears, Staples, The Brick и Canadian Tire.
В последние годы в районе Westville Road/Highland Square Mall наблюдается значительный коммерческий рост. Новый «Walmart» открылся рядом с Хайленд-сквер в начале 2007 года. Весной 2008 года «Canadian Tire» переехала на место Walmart, что сделало его вторым по величине магазином «Canadian Tire» в Новой Шотландии. «Winners» открылись весной 2009 года в бывшем здании «Canadian Tire».
В ноябре 2015 года при финансовой поддержке ACOA фермерский рынок в Нью-Гласгоу был расширен дополнительными отапливаемыми площадями.

## Культура

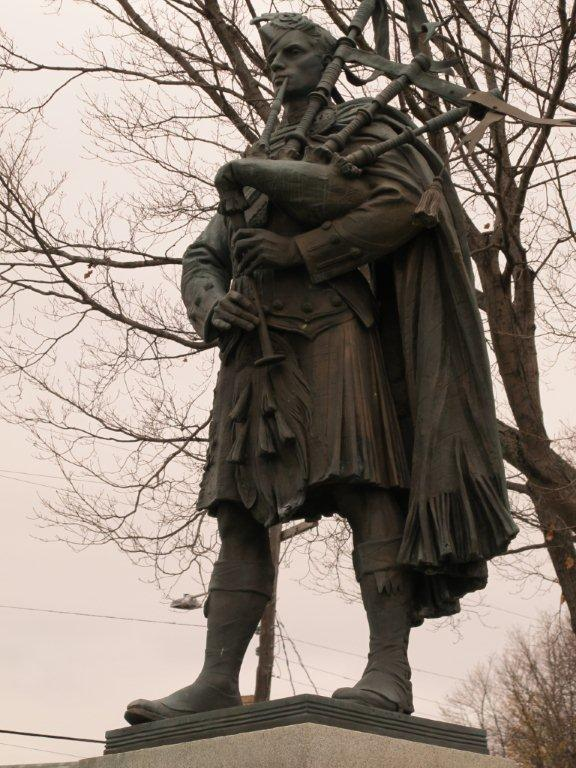
Памятник шотландскому солдату работы скульптора Дж. Мэсси Райнда, Нью-Гласгоу

Музеи в Нью-Гласгоу включают Музей наследия дома Кармайкла Стюарта, местный военный музей и местный Зал спортивной славы.
Театр Гласгоу-Сквер, расположенный на набережной в центре города, представляет собой зал на 285 мест, в котором круглый год проходят концерты, спектакли и другие общественные мероприятия. Театр можно превратить в открытый амфитеатр, один из немногих театров в Канаде, который может это сделать. Летом здесь проходят празднования Дня Канады 30 июня, юбилея набережной Нью-Гласгоу в первые выходные августа и фестиваля лодок-драконов «Гонка на реке» в середине августа.
В New Glasgow Jubilee представлены местные и национальные музыкальные исполнители.
В «Гонке на реке» участвуют команды, представляющие местные компании и организации, которые плывут вдоль Ист-Ривер, чтобы собрать деньги для местных благотворительных организаций.
Старейшее летнее мероприятие Нью-Гласгоу, Фестиваль тартанов, посвящено шотландским корням города.

## Известные уроженцы
- Джонатан «Джон» Сим — профессиональный хоккеист
- Джон А. Уилсон[англ.] — скульптор, профессор Школы архитектуры Гарвардского университета в течение 32 лет, знаменитый своими работами по всей Северной Америке, особенно в США
- Колин Уайт — профессиональный хоккеист